# (6649) Yokotatakao
(6649) Yokotatakao (1991 RN) – planetoida z grupy pasa głównego asteroid okrążająca Słońce w ciągu 4,04 lat w średniej odległości 2,54 j.a. Odkryta 5 września 1991 roku.